# سوستان
سوستان، روستایی از توابع بخش مرکزی شهرستان لاهیجان در استان گیلان ایران است. این روستا از قدیم دارای دو محله به نام‌های پایین محله و بالا محله سوستان است که به وسیلهٔ رودخانه‌ای که منشأ آن تالاب و برخی از چشمه‌های میان‌راهی است از یکدیگر جدا می‌شود.
در ۵ کیلومتری جنوب شرقی این روستا تالاب سوستان قرار دارد. این تالاب یکی از تالاب‌های آب شیرین استان گیلان است
در قسمت‌هایی از این روستا آجرهای سفالی مشاهده شده‌است که بنا بر گفته‌های بومیان، این آجرها مربوط به سدی است به نام کافران‌بست که پس از جمع شدن آب در پشت این سد و هم‌زمان هم بهره‌برداری از آن در کشاورزی و سایر امور به‌عنوان ابزار و اهرمی جهت تهدید اقوام پایین‌دست استفاده شود. از شواهد آن این موضوع است که استخر یا تالاب فعلی به علت برداشت خاک جهت تولید خشت ایجاد شده‌است.

## تالاب سوستان و کشاورزی
تالاب سوستان محلی برای تجمیع آب‌های سطحی چشمه‌ها و همچنین آب‌های ناشی از بارش باران و برف در طول سال است، که در محلی با فاصله از محل زندگی مردم این تجمیع آب صورت می‌گیرد. در بخش جنوبی این تالاب سرریز بتنی وجود دارد که مازاد آب را به رودخانه هردورود (هردرو) می‌ریزد، و سپس در پایین دست‌ها مجدد توسط کشاورزان با سدبند کیسه‌ای جمع‌آوری شده و سپس توسط موتور دیزل به جوی آب مزارع پمپاژ می‌شود.
روستای سوستان بیش از ۳۰ هکتار زمین کشاورزی شالیزار برنج در بخش مرکز و غرب روستا دارد که این شالیزارها با روش غرق آبی کشت می‌شوند. تمامی آب این زمین‌ها از طریق تالاب معروف و زیبای سوستان زیر کشت می‌رود.

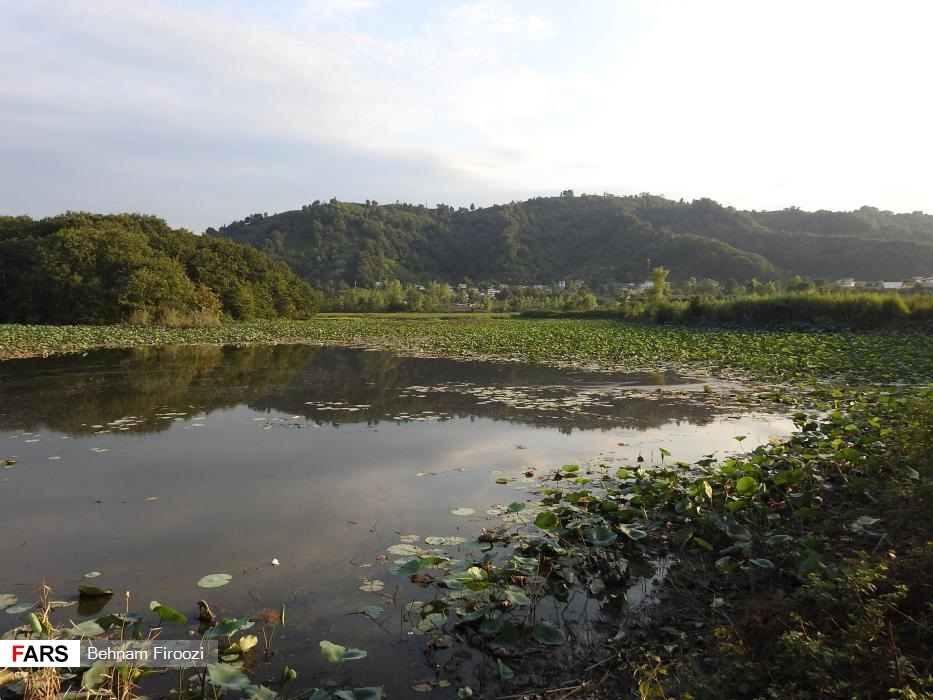
تالاب سوستان با کاربری کشاوزی

آب این تالاب در طی سال از طریق چشمه‌های اطراف و همچنین آب برف و باران تأمین می‌گردد و سپس توسط مدیریت بومی (میرآب) به واسطهٔ جوی آب سنتی به طول حدوداً دو کیلومتر به کلیه مزارع آب‌رسانی می‌کند و استفاده مدیریت شده از آن منجر به تولید برنج با کیفیت بدون نیاز به آب سد منجیل کشاورزی نموده و ایجاد ارزش افزوده می‌کنند.

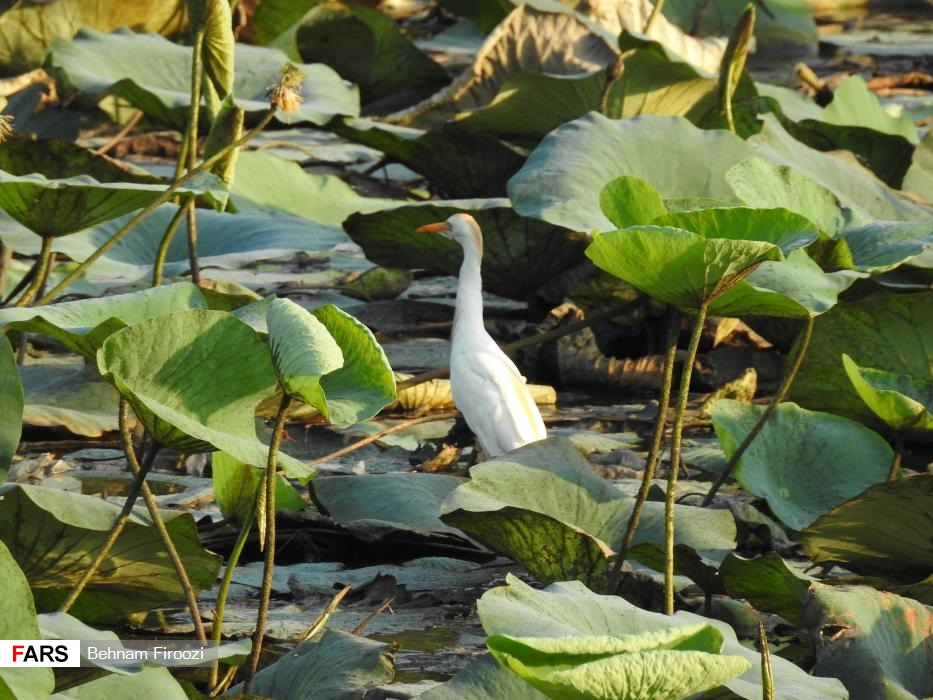
محیط زیست تالاب سوستان

در سالیان دور در این روستا مردم به توتون‌کاری نیز اشتغال داشته‌اند.

## مسجد جامع سوستان
مسجد جامع سوستان، در ابتدا مسجدی قدیمی جهت انجام امور دینی جمعی، مراسم‌های مذهبی، اعیاد دینی، برگزاری جلسات جمعی روستا نظیر شورای آب، انتخاب میرآب مزارع و … بوده‌است. در دهه ۱۳۷۰ به دلیل کوچک بودن مسجد جهت برگزاری مراسم‌ها و نسبت به تخریب مسجد قدیمی و احداث مسجد در دو طبقه اقدام نمودند.
از مهم‌ترین مراسم‌های مذهبی روستا دسته‌های محرم هیئت‌های پایین محله (سینه‌زنی) و بالا محله (زنجیرزنی) است.
در شب تاسوعای حسینی محله‌های کوبنه و یوسف آباد دسته‌های زنجیر زن به مسجد جامع سوستان می‌آورد و سوستانی‌ها میزبانی آنها را می‌کنند. در آن شب از هیئت هاب میهمان به صرف شام (قیمه محرم) پذیرایی می‌شود. طبق پیش‌بینی‌ها با حدود بیش از ۳ هزار غذا از میهمان‌ها پذیرایی می‌شود.
در شب عاشورا هیئت‌های پایین محله و بالا محله سوستان میهان روستای کوبنه هستند و در مسجد جامع آن روستا پذیرایی می‌شوند.
در روز عاشورا در زمان قدیم دستهٔ بزرگی متشکل از هیئت‌های بالا محله و پایین محله سوستان از روستای سوستان به سمت لاهیجان حرکت می‌کرد که این مراسم به عنوان هفت محل لاهیجان در روز عاشورا معروف است. در سالهای گذشته هیئت بالا محله سوستان دستهٔ خود را به آرامگاه آقا سید حسینی گمل می‌برد و دستهٔ بزرگ هفت محل سوستان کم جمعیت تر شد است.
مراسم زاری زاری سوستان نزد لاهیجانی‌ها بسیار معروف است، و تعداد زیادی از لاهیجانی‌ها برای شرکت در آن مراسم در محلی نزدیک به آرامستان آقا سید محمدیمنی جمع می‌شوند.

## امکانات روستا
روستا دارای امکانات ورزشی شامل زمین فوتبال، والیبال پیست آفرود (اجرای یک مسابقه در ادوار گذشته).
مرکز مخابرات پیشرفته فیبر نوری که امکان ارایه اینترنت پرسرعت(ADSL) را دارد.
مدرسه راهنمایی و مدرسهٔ ابتدای.
دارای مرکز بهداشت پیشرفته و به روز در روستا.
پست بانک و خدمات پیشخوان دولت.
آرامستان و مسجد جامع سوستان.
دو محل پارک برای بازی کودکان.
تالاب زیبای سوستان با جزایر شگفت‌انگیز.
سرویس خدمات دفع زباله از درب منازل.
آب لوله‌کشی، برق شهر ۲۲۰ ولت، گاز شهری.
دو دستگاه خود پرداز در بالا محله سوستان.
خط تاکسیرانی لاهیجان به سوستان و بلعکس.

## ابنیه تاریخی
برخی از ابنیه تاریخی به علت عدم توجه و مدرنیته از بین رفته‌است.
امام زاده سید مظفرمسجد جامع سوستان، بنایی قدیمی داشته‌است که به علت نوسازی مسجد جامع سوستان با کمک ساکنین سوستان تخریب و به نمای جدید و مدرن کاشی و کامپوزیت تبدیل شده‌است، پیش تر این امام زاده با نمای سفالینه و در دو طبقهٔ سقفی بنا شده بود و به علت مجاورت آن با شالیزارهای نزدیک آن (سوستان بیجارگه) نمای بسیار سنتی و زیبایی از جاده لاهیجان به سوستان داشت که با بهانه نوسازی طرح قدیمی امام زاده به طرح مدرن امروزی تبدیل شده‌است.
روستای سوستان عمارت مخروبه ای در بالا محلهٔ سوستان داشته‌است که محل زندی حاکم این منطقه در قدیم بوده آثار تخریب شده آن نیز هنوز هم وجود دارد.

## کوه سوستان (سوستان پشته)
سوستان پشته کوهی در ضلع جنوبی روستا است که نمای بسیار زیبایی به روستا می‌دهد، ارتفاع این کوه از ۲۰۰ متر تجاوز نمی‌کند. در قدیم مردم زیادی در ارتفاعات این کوه زندگی می‌کردند که بعدها به علت عدم وجود آب و امکانات از آن مناطق به پایین دست‌ها مهاجرت کردند.
عمده بخش این کوه باغات چای درختان انبوه است، اخیراً به علت تغییرات آب و هوا و عدم حضور ساکنین دائمی در آن ناحیه با وزش بادهای گرم شدید و بی احتیاطی انسان‌ها، آتش‌سوزی‌هایی سالانه در آن محل اتفاق می‌افتد که به علت عدم وجود تجهیزاتی نظیر آتش‌نشانی هوایی (هلیکوپتر و هواپیما) و مسیر دسترسی سخت هکتارها جنگل، مرتع و گیاهان و موجودات در آتش می‌سوزند.

## جمعیت
این روستا در دهستان لیل قرار دارد و براساس سرشماری مرکز آمار ایران در سال ۱۳۸۵، جمعیت آن ۴٬۳۴۱ نفر (۱٬۲۲۹خانوار) بوده‌است.

## اقتصاد روستا
عمده افراد روستا در بخش غربی روستا در کنار مسجد جامع سوستان (محلی به نام سوستان بیجارگه) و بخشی نیز در اواسط روستا (محلی به نام چارسی) شالیزار داشته و به کشت برنج مشغول هستند و در بخش‌های دیگر روستا باغات چای و درختان گردو و مرکبات دارند. همچنین تعداد زیادی از احالی این روستا در ادارات شهر لاهیجان اشتغال دارند.